# Beta Comae Berenices
Beta Comae Berenices is een gele dwerg met een spectraalklasse van G0.V. De ster bevindt zich 30,0 lichtjaar van de zon.